# Jąkanie
Jąkanie (alalia syllabaris) – zaburzenie mowy charakteryzujące się częstymi powtórzeniami lub przedłużeniami dźwięków, sylab lub słów albo częstymi zawahaniami lub pauzami zakłócającymi rytmiczny przepływ mowy. Jąkanie powinno być klasyfikowane jako zaburzenie tylko wtedy, gdy jego nasilenie jest na tyle duże, że zakłóca płynność mowy.  
Termin jąkanie jest głównie powiązany z bezwiednymi powtórzeniami dźwięków, ale obejmuje także odbiegające od normy wahania czy pauzy przed rozpoczęciem mowy, określane przez jąkających się jako bloki, oraz przeciąganie pewnych dźwięków, najczęściej samogłosek i półsamogłosek. Dla wielu jąkających się powtórzenia są podstawowym problemem. Bloki i przedłużenia dźwięków są tylko wyuczonymi mechanizmami, mającymi pomagać w ukrywaniu powtórzeń, ponieważ strach przed nimi w czasie publicznych wystąpień jest najczęściej główną przyczyną psychologicznego niepokoju. Termin jąkanie jest powszechnie stosowany niezależnie od stopnia nasilenia zaburzenia: obejmuje osoby z ledwie postrzegalnymi trudnościami, u których jest to zaburzenie w dużej mierze kosmetyczne, a także osoby z niezwykle dotkliwymi symptomami, w przypadku których komunikacja werbalna jest bardzo utrudniona, czasami niemal niemożliwa. 
Jąkanie może mieć dotkliwy wpływ na funkcjonowanie i stan emocjonalny osoby jąkającej się. Wiele z tych zachowań pozostaje niezauważonych przez odbiorcę. Mogą to być: strach przed wypowiadaniem specyficznych samogłosek lub spółgłosek, obawa przed tym, że ktoś w czasie rozmowy dowie się o "sekrecie", jakim jest jąkanie, izolacja społeczna, lęki, stres, wstyd, czy uczucie "utraty kontroli" podczas mowy. Jąkanie jest powszechnie postrzegane jako objaw lęku, ale w rzeczywistości nie ma takiej współzależności (chociaż jak zostało wspomniane wcześniej, lęk społeczny może się rozwinąć w reakcji na jąkanie). Liczne badania pokazały, że osoby jąkające się są także zdrowe z psychologicznego punktu widzenia, pomijając obawę przed mówieniem, która jednak powstaje na skutek jąkania. Wbrew powszechnej opinii, jąkanie nie ma wpływu na inteligencję.
Jąkanie nie jest w ogólności problemem z fizyczną produkcją dźwięków składających się na mowę, czy przekształcaniem myśli w słowa. Niezależnie od trudności związanych mówieniem, osoby jąkające się są zupełnie "normalne" w klinicznym znaczeniu tego słowa. Lęk, niska samoocena, nerwowość i stres nie są z całą pewnością przyczyną powstania jąkania, jednakże bardzo często są one rezultatem życia napiętnowanego niepełnosprawnością, co z kolei prowadzi do pogarszania problemu w sposób znany z systemu z dodatnim sprzężeniem zwrotnym (zaproponowana nazwa dla tego zjawiska to stuttered speech syndrome").
Zaburzenie jest także zmienne, co oznacza, że w pewnych sytuacjach, jak rozmowa przez telefon, jąkanie może być bardziej lub mniej nasilone, w zależności od poziomu lęku związanego z tą czynnością. Chociaż dokładna etiologia jąkania nie jest znana, to w ostatnich latach główne przyczyny upatruje się w genetyce i w fizjologii układu nerwowego. Dostępnych jest wiele sposobów leczenia i terapii mowy, które mogą pomóc w upłynnieniu mowy u części jąkających się, nawet do stopnia, kiedy niewprawione ucho nie będzie w stanie rozpoznać problemu; jednakże, obecnie zasadniczo nie ma „lekarstwa” na to zaburzenie, mimo wielu lat badań.

## Klasyfikacja
Jąkanie rozwojowe to jąkanie, które ma swój początek, kiedy dziecko uczy się mówić, a następnie rozwija się wraz z dojrzewaniem dziecka, aż do dorosłości. Inne zaburzenia przypominające objawami jąkanie to: zespół Aspergera, giełkot, mowa w chorobie Parkinsona, drżenie samoistne, palilalia, dysfonia spastyczna, mutyzm wybiórczy i lęk społeczny.

## Charakterystyka

### Podstawowe zachowania
Podstawowymi zachowaniami charakterystycznymi dla jąkania są jawne, zauważalne przerwy w płynnej mowie, włączając w to powtórzenia dźwięków, sylab, słów i fraz, nieme bloki i przedłużenia dźwięków. Różnią się one od normalnych niepłynności występujących u wszystkich ludzi tym, że zająknięcia mogą trwać dłużej, pojawiać się częściej oraz związane są z większym wysiłkiem i napięciem. Niepłynności w jąkaniu mogą mieć także różny charakter: normalne niepłynności to najczęściej powtórzenia słów, fraz i fragmentów fraz, podczas gdy jąkanie charakteryzuje się przedłużeniami, blokami i powtórzeniami fragmentów słów.
- Powtórzenia występują, kiedy jednostka mowy, taka jak dźwięk, sylaba, słowo, czy fraza jest powtarzana. Powtórzenia są typowe dla dzieci, które zaczynają się jąkać. Przykładowo "ju-ju-ju-jutro".
- Przedłużenia to nienaturalne wydłużanie niektórych spółgłosek dźwięcznych. Przykładowo "mmmmmmmmmleko". Przedłużenia są również charakterystyczne dla początków jąkania u dzieci.
- Bloki to niewłaściwe wstrzymania dźwięków i przepływu powietrza, często powiązane z zesztywnieniem języka, ust oraz strun głosowych. Bloki często rozwijają się później i mogą być związane z napięciem mięśniowym i wysiłkiem[7].

### Zmienność
Nawet u osób jąkających się bardzo mocno nasilenie jąkania nie jest stałe. Jąkający się zwykle zauważają znaczny wzrost płynności, kiedy zgadzają się ze swoim rozmówcą, naśladują mowę innych, szepczą, śpiewają, odgrywają role lub rozmawiają ze zwierzętami, małymi dziećmi lub z samym sobą. Inne sytuacje, jak publiczne przemówienia czy rozmowy przez telefon często wywołują zwiększony strach i zwiększają jąkanie.

### Uczucia i postawy
Jąkanie może mieć znaczący negatywny poznawczy i afektywny wpływ na jąkającego się. Joseph Sheehan, wybitny badacz, opisał jąkanie powszechnie znaną analogią, porównując je do góry lodowej, z zauważalnymi i słyszalnymi symptomami jąkania powyżej linii wody i szerszym zbiorem objawów, jak negatywne emocje, schowanym pod powierzchnią. Uczucia zakłopotania, wstydu, frustracji, strachu, gniewu i winy są częste u jąkających się. Mogą one skutkować zwiększonym napięciem i wysiłkiem, co może prowadzić do narastania jąkania. Z czasem, nawarstwiające się doświadczenia związane z trudnymi sytuacjami wymagającymi mówienia, mogą doprowadzić do wykształcenia negatywnej samooceny i negatywnego obrazu własnej osoby. Jąkający się mogą rzutować własne postawy na innych, wierząc, że są oni postrzegani jako osoby nerwowe lub głupie. Czasami terapie powinny skupiać się w głównej mierze na tych negatywnych uczuciach i postawach.
U wielu jąkających się zaburzenie to wpływa negatywnie na procesy emocjonalne, włącznie z trudnościami ze znalezieniem pracy lub awansem, jak również rozstaniami lub problemami ze zbudowaniem związku.

### Płynność i niepłynność
Niepłynności mowy mogą być wywoływane przez zadania lingwistyczne. Jąkający się mogą "podróżować nieustannie od płynności do niepłynności". Zadania, jakie wyzwalają niepłynności, najczęściej wymagają kontrolowanego przetwarzania językowego, które obejmuje planowanie lingwistyczne. Wiele osób jest względnie płynnymi, kiedy zadanie pozwala na automatyczne przetwarzanie bez faktycznego planowania. Przykładowo, śpiewanie "Sto lat" lub inne stosunkowo powszechne, powtarzane wielokrotnie językowe zadania mogą być realizowane płynnie przez jąkających się. Zadania takie redukują semantyczne, syntaktyczne i prozodyczne planowanie, podczas gdy spontaniczna, "kontrolowana" mowa lub czytanie wymaga myśli do przetransformowania w materię językową, a następnie w składnię i prozodię. Część badaczy przypuszcza, że kontrola językowa konsekwentnie aktywuje obwody, które nie funkcjonują właściwie u jąkających się, tymczasem u osób płynnych tylko czasami pojawiają się niepłynności i nieprawidłowe obwody.

## Podtypy

### Rozwojowe
Jąkanie jest zwykle zaburzeniem rozwojowym. Zapoczątkowane we wczesnym dzieciństwie jest przenoszone do dorosłości u przynajmniej 20% dzieci dotkniętych tym zaburzeniem. Średnio ma swój początek w 30 miesiącu życia. Chociaż istnieją pewne odstępstwa, to początkowe zachowania charakterystyczne dla jąkania najczęściej składają się z powtórzeń sylab lub słów, natomiast zachowania wtórne jak napięcie, unikanie i uciekanie od trudnych sytuacji nie są obecne. Większość dzieci jest nieświadoma przerw w ich mowie. We wczesnym jąkaniu, niepłynności mogą być epizodyczne, tzn. okresy nasilonego jąkania są przeplatane z okresami relatywnie płynnymi.
Pomimo że procent wczesnego wyzdrowienia jest bardzo wysoki, to z czasem u młodej osoby spokojne i łagodne powtórzenia mogą się przekształcić w jąkanie wymagające wysiłku, powiązane z napięciem mięśniowym, włączając w to bloki i przedłużenia dźwięków. Niektórzy uważają, że reakcje rodziców mogą mieć wpływ na rozwój jąkania chronicznego. Zalecenia typu: zwolnij, weź głęboki oddech, powiedz to jeszcze raz, itp. mogą zwiększyć strach i obawy dziecka, prowadząc do większych trudności z mówieniem, narastania lęków i pojawienia się przewidywania wystąpień zająknięć. W miarę upływu czasu, mogą rozwinąć się zachowania wtórne, jak mruganie, poruszanie ustami itd., podobnie jak strach i unikanie specyficznych dźwięków, słów, ludzi i sytuacji wymagających mówienia. Wreszcie, wiele z nich staje się w pełni świadoma swojego zaburzenia i zaczyna postrzegać siebie jako "jąkały". Co za tym idzie, zwiększyć się może wstyd, skrępowanie czy uczucie frustracji. Znane są również inne, rzadsze wzorce jąkania rozwojowego, łącznie z nagłym początkiem, kiedy dziecko pomimo prób nie może nic powiedzieć. Dziecko najczęściej nie jest w stanie wypowiedzieć pierwszego dźwięku zwrotu, czego jest w pełni świadome i bardzo tym zdenerwowane. W innej odmianie jąkanie również pojawia się gwałtownie z częstymi powtórzeniami słów i fraz, ale nie występują zachowania wtórne.

### Nabyte
W rzadkich przypadkach jąkanie może zostać nabyte w wieku dorosłym, jako rezultat zdarzenia neurologicznego, takiego jak uraz głowy, nowotwór, choroba Parkinsona uderzenie czy zażywanie narkotyków. Charakterystyka jąkania nabytego różni się od rozwojowego odpowiednika: wydaje się być ono ograniczone do powtórzeń fragmentów słów lub dźwięków, i jest powiązane z względnym brakiem lęku oraz zachowań wtórnych. Techniki związane ze zmianą słuchowego sprzężenia zwrotnego, które mogą pozytywnie wpłynąć na poprawę płynności u jąkających się z jąkaniem rozwojowym, nie są efektywne przy typie nabytym.
Jąkanie psychogenne może również pojawić się na skutek traumatycznych doświadczeń, jak osierocenie, rozpad związku lub jako psychologiczna reakcja na uraz fizyczny. Symptomy wydają się być jednolite: jąkanie pojawia się gwałtownie i jest związane ze znaczącym wydarzeniem, jest ono ciągłe i niezależne od sytuacji, osoba mówiąca jest niemal nieświadoma tego, że mówi niepłynnie.

## Przyczyny jąkania rozwojowego
Nie jest znany jeden niepodważalny czynnik wywołujący jąkanie rozwojowe. Różnorodne teorie sugerują istnienie wielu czynników przyczyniających się do powstania jąkania. Wśród nich istnieje mocny dowód na to, że jąkanie to zaburzenie o podłożu genetycznym. U dzieci, które mają jąkających się krewnych I stopnia, jąkanie rozwija się trzy razy częściej. Niemniej jednak, studia bliźniąt i adopcji sugerują, że czynniki genetyczne współgrają z czynnikami środowiskowymi przy pojawianiu się jąkania i wielu jąkających się nie miało w rodzinie innych krewnych z tym zaburzeniem. Istnieją także dowody na to, że jąkanie jest bardziej powszechne wśród dzieci, które mają współistniejące trudności związane z mową, wysławianiem się, uczeniem czy motoryką. Robert West, pionier w badaniach genetycznych nad jąkaniem, sugerował, że obecność jąkania jest powiązana z faktem, że mowa jest ostatnią z kluczowych umiejętności nabytych na drodze ewolucji człowieka.
Inny pogląd głosi, że zająknięcia to złożony tik.
W artykule z 2010 roku można przeczytać o odkryciu trzech genów powiązanych z jąkaniem: GNPTAB, GNPTG i NAGPA. Badacze oszacowali, że zmiany w tych trzech genach są obecne u 9% osób jąkających się, u których w rodzinach już wcześniej pojawiło się to zaburzenie mowy.
W przypadku części jąkających się czynniki wrodzone mogą odgrywać dużą rolę. Do nich można zaliczyć fizyczną traumę w okresie okołoporodowym, jak również mózgowe porażenie dziecięce i niepełnosprawność intelektualną. U innych jąkających dodatkowy negatywny wpływ mogą mieć sytuacje stresujące, jak narodziny rodzeństwa, przeprowadzka, czy gwałtowny wzrost zdolności językowych.
Istnieją jasne empiryczne dowody na różnice w strukturze i funkcjonowaniu mózgu osób jąkających się. Badania są jednak utrudnione, ponieważ jest możliwość, że te różnice są bardziej konsekwencją jąkania, niż przyczyną. Ostatnie badania na starszych dzieciach potwierdziły jednak występowanie strukturalnych różnic, w ten sposób dając mocny argument, że przynajmniej część z nich nie jest wyłącznie konsekwencją jąkania.
Deficyty w przetwarzaniu słuchowym zostały także zaproponowane jako przyczyna jąkania. Jąkanie jest mniej rozpowszechnione wśród osób z głuchotą lub niedosłyszących i można je redukować stosując zmianę słuchowego sprzężenia zwrotnego, takiego jak maskowanie, DAF (delayed auditory feedback) lub FAF (frequency altered feedback). Istnieją także pewne dowody na to, że struktura funkcjonalna kory słuchowej może być inna u jąkających się.
Istnieją dowody na różnice w przetwarzaniu lingwistycznym pomiędzy jąkającymi się a niejąkającymi się. Skanowanie mózgu osób dorosłych pozwoliło na zauważenie większej aktywności prawej półkuli mózgu, która jest powiązana z emocjami, niż lewej półkuli, która jest odpowiedzialna za mowę. Co więcej, została zaobserwowana obniżona aktywność w lewej korze słuchowej.
Zaproponowany został także model możliwości i wymagań tłumaczący niejednorodność zaburzenia. W tym podejściu, zmienna wydajność mowy zależy od możliwości danej osoby do produkcji płynnej mowy i wymagań nałożonych na tę osobę zależnych od sytuacji. Zdolność do płynnej mowy, która może mieć wpływ na predyspozycje do zaburzenia, przetwarzanie słuchowe lub deficyty w motoryce mowy, i procesy poznawcze lub afektywne problemy. Wymagania mogą być zwiększane przez wewnętrzne czynniki, jak brak pewności siebie lub poczucia własnej wartości, niedostateczne umiejętności językowe lub zewnętrzne czynniki, jak naciski ze strony rówieśników, presja czasu, stresujące sytuacje wymagające mówienia, naleganie na idealną mowę i podobne. Jąkanie często nasila się, kiedy wymagania nałożone na mowę danej osoby i jej układ mowy przewyższają jej możliwości do radzenia sobie z takimi oczekiwaniami.

## Patofizjologia jąkania rozwojowego
Wiele dowodów pochodzących z technik neuroobrazowania potwierdza teorię, że praca prawej półkuli mózgu u jąkających koliduje z produkcją mowy w lewej półkuli. Dodatkowo wydaje się, że jąkający aktywują programy motoryczne zanim zainicjowane zostanie przetwarzanie artykulacyjne i lingwistyczne.

### Nadaktywność i niedoczynność
Podczas produkcji mowy jąkający się wykazują nadaktywność w przedniej części wyspy, móżdżku, obustronnym śródmózgowiu. Natomiast niedoczynność w brzusznej korze przedruchowej, Rolandic opercular, obustronnej korze sensomotorycznej, oraz zakrętach Heschla w lewej półkuli mózgowej. Dodatkowo, podczas produkcji mowy występuje także niedoczynność w korze motorycznej oraz w obszarach przedmotorycznych.

### Różnice anatomiczne
Chociaż badania neuroobrazowania nie pozwoliły znaleźć do tej pory specyficznych korowych współzależności, istnieje wiele dowodów na różnice fizjologii mózgu dorosłych osób jąkających się w porównaniu z ludźmi płynnymi.
Została odkryta również asymetryczność między lewą i prawą równiną skroniową porównując jąkających się do niejąkających się. Badania te wykazały również, że istnieją anatomiczne różnice w Rolandic operculum i pęczku łukowatym.

### Nieprawidłowości dopaminowe
Ostatnie badania wykazały, że u dorosłych osób jąkających się występuje podniesiony poziom neurotransmiterów dopaminowych, dlatego leki z grupy antagonistów dopaminy redukują jąkanie. Została wykazana nadaktywność śródmózgowia na poziomie istoty czarnej ciągnąca się do jądra czerwiennego i jądra niskowzgórzowego. Wszystkie te obszary przyczyniają się do produkcji dopaminy.

## Metody leczenia
Jąkanie jest najczęściej leczone specjalnie opracowanymi terapiami. Terapia jąkania jest zbiorem różnych metod, którymi usiłuje się zredukować nasilenie jąkania do pewnego stopnia, uzależnionego od osoby. Leczenie jąkania jest wyzwaniem, ponieważ brakuje dowodów na skuteczność poszczególnych metod i tym samym brak jest zgody co do właściwego sposobu leczenia. Generalnie wśród osób zajmujących się badaniem i leczeniem jąkania panuje opinia, że w większości przypadków nie można wyeliminować tego zaburzenia, dlatego eksperci jako preferowany rezultat leczenia traktują zadowolenie osoby jąkającej się z zarówno wzrostu komunikatywności, jak i przebiegu terapii. Chociaż nie ma zgody, kiedy terapię jąkania można uznać za zakończoną sukcesem (jaki powinien być wynik leczenia), to powstało wiele metod leczenia jąkania, które są skuteczne w zależności od stopnia i rodzaju jąkania.

### Terapia kształtowania płynności
Terapia kształtowania płynności jest znana również pod nazwą "płynniejszej mowy", "przedłużonej mowy", "łączonej mowy"(w Polsce, gdzie duża ilość terapeutów praktykuje tego typu metody bardzo popularnym określeniem stosowanym przez terapeutów jest "wolna mowa"), uczy jąkających mowy płynnej przez kontrolowanie ich oddechu, fonacji i artykulacji. Bazuje ona na technikach warunkowania instrumentalnego.
Ludzie jąkający się są uczeni redukowania tempa ich mowy przez rozciąganie samogłosek i spółgłosek, oraz używając innych technik, jak utrzymywanie ciągłego przepływu powietrza i mowy z miękkimi kontaktami, zwanych również atakami (polegają one na wypowiadaniu pierwszych dźwięków w zdaniu w bardzo wolny i przedłużony sposób, tworząc swoistą rytmiczność mowy, zwłaszcza jeśli realizowane dźwięki mają postać samogłosek). W rezultacie otrzymuje się bardzo wolną, monotonną, ale płynną mowę używaną podczas terapii. Kiedy jąkający opanuje te techniki upłynniające, tempo mowy oraz intonacja są stopniowo zwiększane. Ta nieco bardziej "normalnie" brzmiąca płynna mowa jest następnie transferowana do życia codziennego. Terapia jest bardzo często krytykowana, głównie z powodu nienaturalności mowy już po zakończeniu leczenia. Profesor Uniwersytetu Południowego Illinois C. Woodruff Starkweather w swojej pracy stwierdził: "W terapii kształtowania płynności mnóstwo zbędnego wysiłku jest wykorzystywane, aby mówić "płynnie", i wielu klientów zwyczajnie uświadamia sobie, że lekarstwo jest gorsze niż choroba".
Autorką  tego typu metody terapii jest rosyjska profesor logopedii  Lilia Arutiunian. Stworzoną przez siebie metodę terapii profesor zaprezentowała na łamach książki "Jak leczyć jąkanie". Kompleksowe przedstawienie techniki miało miejsce w 1993 r.  Opracowana przez profesor metoda terapeutyczna jest przedmiotem dużej krytyki. Głównymi zarzutami adresowanymi w stronę tej terapii jest stosowane w jej przebiegu skrajnie wolne tempo mowy znacznie odbiegające od normalnego wzorca mowy co sprawia, że brzmi ona bardzo sztucznie oraz możliwe występowanie nawrotów jąkania po kilku latach od sukcesywnego zakończenia terapii, co, może się dotkliwie przekładać na kondycję psychiczną byłych pacjentów. 

### Terapia modyfikacji jąkania
Celem terapii modyfikacji jąkania nie jest wyeliminowanie jąkania, ale zmodyfikowanie go w taki sposób, aby mowa była łatwiejsza i wymagała mniej wysiłku. Racjonalne uzasadnienie tego podejścia zakłada, że jeśli strach i lęk przyczyniają się do zwiększenia jąkania, to używanie łagodniejszego jąkania z mniejszym lękiem i bez unikania trudnych sytuacji sprawi, że jąkanie się zmniejszy. Najbardziej znane podejście, zostało opublikowane przez Charlesa Van Ripera w 1973 i jest znane także pod nazwą terapii modyfikacji bloków.

### Urządzenia elektroniczne
Jedną z pomocniczych metod terapii jąkania jest echokorekcja (ang. DAF – delayed auditory feedback). Profesor B. Adamczyk zauważył, że jeżeli pacjent słyszy swój głos z minimalnym sztucznie wygenerowanym opóźnieniem (około 100-200 ms) to naturalnie jego tempo mowy jest wolniejsze, a częstotliwość zająknięć znacznie obniża się. Co ciekawe, dotyczy to nie tylko osób jąkających się. Zjawisko spowolnienia mowy jest wykorzystywane w metodzie terapii jąkania znanej pod nazwą echokorekcja, w trakcie której stosowane są urządzenia (DAF) lub programy komputerowe, które generują właściwe dla pacjenta echo. Pacjent słysząc w słuchawkach echo uczy się mówić wolniej, ale za to płynnie.
Lepsze efekty można uzyskać stosując dodatkowo zmianę wysokości tonu (FAF) lub technikę maskowania (MAF). Badania nad skutecznością stosowania tych technik dały niejednoznaczne rezultaty. U części osób jąkających się odnotowano znaczne zmniejszenie jąkania, podczas gdy u innych niewielką poprawę lub nawet całkowity brak efektów.

### Grupy wsparcia
Grupy wsparcia dla osób jąkających, zwane również Klubami "J", funkcjonują w kilkunastu miastach. Najczęściej korzystają z nich osoby dorosłe oraz młodzież. Jednym z podstawowych założeń ruchu samopomocowego jest to, że skoro nie istnieje żadne lekarstwo na jąkanie, to należy przynajmniej postarać się o podniesienie jakości życia przez akceptację samego siebie oraz własnego jąkania. Dlatego też Kluby "J" wciąż zyskują na popularności i są coraz częściej wspierane przez profesjonalistów w dziedzinie jąkania.

### Toksyna botulinowa
Wstrzyknięcie toksyny botulinowej do strun głosowych może przynieść ulgę.

## Badania diagnostyczne
Badania PET wskazują, że u osób jąkających się metabolizm glukozy ulega zmniejszeniu w przedniej części kory obręczy oraz w obszarze górnych i środkowych zakrętów skroniowym, przy czym zmiany te są bardziej nasilone w lewej niż w prawej półkuli.

## Rokowanie
Wśród dzieci w wieku przedszkolnym prognozy na wyzdrowienie są dobre. Według badań, ok. 65% dzieci jąkających się w wieku przedszkolnym zdrowieje spontanicznie w dwóch pierwszych latach od pojawienia się jąkania. Około 74% zdrowieje wkraczając w wiek nastoletni. Wydaje się, że zwłaszcza dziewczęta dobrze zdrowieją. W pozostałych przypadkach wczesna interwencja efektywnie pomaga dziecku na osiągnięcie normalnej płynności.
Kiedy jąkanie będzie utrzymywało się przez dłuższy czas i u dziecka wykształcą się zachowania wtórne, prognozy są bardziej ostrożne. Tylko 18% dzieci jąkających się wyzdrowieje spontanicznie po pięciu latach. Przy zastosowaniu odpowiedniego leczenia, jąkanie u małych dzieci może zostać jednak znacznie zredukowane, do stopnia, w którym pozostanie niewiele dowodów na to zaburzenie.
U osób dorosłych jąkanie jest o wiele bardziej zakorzenione. Nie ma żadnego lekarstwa na jąkanie, niemniej jednak osoby dorosłe poddane leczeniu mogą częściowo zredukować jąkanie, a w rzadkich przypadkach nawet pozbyć się go całkowicie. Jąkający się często są uczeni jąkać się z mniejszym nasileniem i bez negatywnych emocji, jednak dla części takich osób terapia może nie przynieść żadnych pozytywnych efektów.

## Epidemiologia
Chorobowość lub odsetek osób, które jąkały się dowolnym okresie ich życia wynosi 5%. Mężczyźni jąkają się od dwóch do pięciu razy częściej niż kobiety. Najczęściej jąkanie rozpoczyna się we wczesnym dzieciństwie. Badania sugerują, że jąka się 2,5% dzieci poniżej 5 roku życia. Stosunek płci wydaje się poszerzać, kiedy dzieci rosną: wśród dzieci w wieku przedszkolnym chłopcy przewyższają liczebnie dziewczęta w proporcjach dwa do jednego, lub mniej, jednak w pierwszej klasie stosunek ten wynosi już trzy do jednego, a w piątej jest to pięć do jednego. Wynika to z wyższego współczynnika zdrowienia wśród dziewcząt. Z powodu wysokiego (w przybliżeniu 64–75%) współczynnika wczesnego zdrowienia ogólne rozpowszechnienie jąkania wynosi w przybliżeniu 1%. Dokładna wartość to 0,73%, tj. jąka się jeden na 135 dorosłych.
Prowadzone były badania rozpowszechnienia jąkania ze względu na różnice kulturowe oraz pochodzenie etniczne. Powszechnie przyjmuje się, że jąkanie jest obecne w każdej kulturze i dla każdej rasy, chociaż rzeczywista częstość występowania jest różna. Określenie tych różnic jest bardzo trudnym zadaniem, ponieważ zdecydowana większość badań nad jąkaniem została przeprowadzona w Europie i Ameryce Północnej, gdzie średnio jąkanie dotyka około 1% całej populacji. Inne regiony nie zostały przebadanie wystarczająco dokładnie, chociaż według Journal of Fluency Disorders, w Afryce, zwłaszcza zachodniej, procent jąkających się jest najwyższy na świecie. Często dotyczy 5%, 6% lub nawet ponad 9% ludności.